# 361
Évszázadok: 3. század – 4. század – 5. század
Évtizedek: 310-es évek – 320-as évek – 330-as évek – 340-es évek – 350-es évek – 360-as évek – 370-es évek – 380-as évek – 390-es évek – 400-as évek – 410-es évek
Évek: 356 – 357 – 358 – 359 –  360 – 361 – 362 – 363 – 364 – 365 – 366

## Események

### Római Birodalom
- Flavius Taurust és Flavius Florentiust választják consulnak.
- A római-perzsa háborúban II. Constantius császár és II. Sápur király a Tigris folyó mentén manőverezik, de jelentősebb összecsapásra nem kerül sor.
- A nyugaton császárrá kikiáltott Iulianus legyőzi a Raetiába betörő alemannokat és foglyul ejti királyukat, Vadomariust. Csapatait három részre osztva megindul délkelet, Konstantinápoly felé, de Naissusban megáll, hogy megvárja Aquileia (az Itáliából érkező utánpótlást megállítani képes erődváros) ostromát.
- Látva a perzsák passzivitását, Constantius nyugatra indul, hogy Iulianus lázadását leverje. Útközben megbetegszik és november 3-án Ciliciában meghal. Halálos ágyán megkeresztelkedik és Iulianust nevezi meg jogos utódjaként. A császárt a konstantinápolyi Szent apostolok templomában temetik el, a ceremónián részt vesz Iulianus is.
- A pogány Iulianus hatalomra kerülésének hírére Alexandriában a pogányok meglincselik a zsarnoki Kappadókiai Geórgiosz pátriárkát.

### Kína
- A 18 éves Mu császár meghal. Mivel fia nincs, a régens anyacsászárné 20 éves unokatestvérét, Sze-ma Pit jelöli a trónra, aki az Aj uralkodói nevet veszi fel.

## Halálozások
- július 10. – Csin Mu-ti, kínai császár
- november 3. – II. Constantius római császár
- december 24. – Kappadókiai Geórgiosz, alexandriai pátriárka
- Vang Hszi-cse, kínai kalligráfus

## Fordítás
- Ez a szócikk részben vagy egészben  a(z)   361 című angol Wikipédia-szócikk ezen változatának fordításán alapul.  Az eredeti cikk szerkesztőit annak laptörténete sorolja fel. Ez a jelzés csupán a megfogalmazás eredetét és a szerzői jogokat jelzi, nem szolgál a cikkben szereplő információk forrásmegjelöléseként.